# Agrotisia williamsi
Agrotisia williamsi är en fjärilsart som beskrevs av William Schaus 1923. Agrotisia williamsi ingår i släktet Agrotisia och familjen nattflyn. Inga underarter finns listade i Catalogue of Life.